# Oahu Railway and Land Company
L'Oahu Railway & Land Company (OR&L) était une compagnie de chemin de fer américaine à voie étroite et qui desservait une grande partie de l'île hawaïenne d'Oʻahu jusqu'à sa dissolution en 1947. Au cours de son histoire cette compagnie fit partie des Chemins de fer de classe I

## Historique

### Origines
L’OR&L fut conçu et créé par Benjamin Dillingham, un homme d'affaires autodidacte, qui arriva à Honolulu comme marin en 1865. Au cours d’une promenade à cheval, il fit une chute et se cassa la jambe ; il fut contraint de rester à Oʻahu le temps de sa convalescence. Mais très vite, il décida de vivre sur cette île.
Dillingham, particulièrement doué pour les affaires, devint rapidement riche et influent à Honolulu. Il avait de nombreuses idées pour développer l’île. À la suite de prospections faites dans les années 1870, il se focalisa sur la plaine relativement aride de la 'Ewa Plain qui serait idéale pour une nouvelle implantation humaine. Cependant, il y avait deux obstacles : un manque d’eau, et surtout un manque de transport. En effet, il fallait une journée aux chariots hippomobiles pour couvrir la distance Honolulu-'Ewa. La solution était de construire un chemin de fer.
Un autre homme d'affaires important, James Campbell, parvint à résoudre le problème d’eau d’'Ewa en creusant le premier puits artésien à Honouliuli en 1879. Campbell qui avait acheté 162 km2 de terre à 'Ewa, réalisa que la richesse du sol volcanique (recouvrant un ancien récif corallien) combiné à un ensoleillement annuel et à la récente disponibilité d’eau, étaient les conditions idéales pour la culture de la canne à sucre. En l’espace de deux ans, les plantations de cannes se développèrent dans le sud-ouest d’O'ahu. Un moyen de transport entre 'Ewa et le port d’Honolulu devenait essentiel.

### Débuts
Le rêve de Dillingham de voir une importante installation humaine dans les plaine d’'Ewa devrait attendre les dernières décennies du XXe siècle. Par contre son projet de chemin de fer allait voir le jour rapidement. Après avoir loué des terres sur 'Ewa et Kahuku auprès de Campbell afin d’y faire pousser de la canne, Dillingham obtint une charte pour le chemin de fer, qui fut accordée par le roi David Kalakaua le 11 septembre 1888.
L'Oahu Railway and Land Company fut rapidement organisée. Le premier coup de pioche eut lieu en mars 1889. L’objectif fixé par la charte était de couvrir les 19 km séparant Honolulu d’'Aiea avant la fin de l’année. Le 16 novembre 1889, jour anniversaire du roi, l’OR&L fut officiellement ouvert et proposa pour l’occasion des voyages gratuits à plus de 4 000 personnes. Au cours des 10 années suivantes, l'OR&L connut une croissance exponentielle. En 1892, la ligne mesurait 29,8 km, et atteignait la raffinerie de sucre d'ʻEwa Plantation Company, propriété de Dillingham.
La progression s'arrêta quelque peu durant la période chaotique consécutive à la fin du Royaume et au début de la République. En 1895, le chemin de fer avait passé ce qui deviendrait la jonction de Waipahu, traversait la plaine de ʻEwa, et était en train de contourner les impressionnantes côtes de Waiʻanae où se trouvait une raffinerie de sucre. Après avoir émis des bonds en janvier 1897, la compagnie fut capable d'étendre sa ligne, passant par Kaʻena Point avant d'arriver en juin 1897 à Haleʻiwa sur la côte nord, où Dillingham édifia un hôtel touristique. En décembre 1898, la ligne principale était achevée ; elle s'étirait le long de la Waimea Bay et de la Sunset Beach avant d'atteindre l'extrémité nord de l'île pour redescendre vers Kahuku et sa raffinerie de sucre. Des géomètres furent détachés pour tracer un tour complet de l'île, mais ce projet ne fut jamais sérieusement envisagé. En 1906 un embranchement de 18 km fut construit à partir de Waipahu pour remonter le ravin de Waikakalua Gulch jusqu'à Wahiawa et ses plantations d'ananas au centre d'Oʻahu. Le réseau avait sa forme définitive.

### Du début duXXesiècleà la seconde guerre mondiale
L'OR&L souffrait de sa conception à voie étroite. Il excellait pour desservir les plantations de canne et les raffineries de sucre, mais sa capacité à transporter des produits finis, des équipements ou des ouvriers était limité. Utilisé comme chemin de fer mixte, il transportait des voyageurs, du fret, et du courrier. Le service marchandise était varié; en complément du transport des dérivés de la canne, et des ananas, l'OR&L acheminait les ordures d'Honolulu jusqu'à la grande décharge de Waiʻanae Coast, transportait le sable de Waiʻanae vers Honolulu lors du développement de Waikiki, et desservait toutes les bases militaires: Pearl Harbor, Hickam Field, Barber's Point Naval Air Station, Schofield Barracks, et Wheeler Army Airfield. Financièrement, le chemin de fer fut toujours créditeur, même durant la Grande Dépression, et fut un moyen de transport et de communication significatif jusque dans les années 1930. Comme pour les autres chemins de fer des États-Unis, le développement de l'automobile et des routes provoquèrent le déclin du trafic ferroviaire, surtout des voyageurs. À la veille de la Seconde Guerre mondiale, l'OR&L avait abandonné son service voyageur et concentrait tous ses efforts sur le profitable service marchandise.

### Pendant la seconde guerre mondiale
La Seconde Guerre mondiale fut incontestablement la période la plus importante et la plus productive pour l'OR&L, bien qu'elle finit par le conduire à sa perte. Lorsque les bombes frappèrent O'ahu le 7 décembre 1941, l'OR&L devint un acteur majeur pour le transport de guerre. En plus de son service régulier de marchandises, il transportait du personnel civil, ainsi que les marins, les soldats, les aviateurs, et les marines, soit de Honolulu vers leurs bases respectives, soit des bases vers Honolulu pour les permissions. Alors que le service voyageur avait été abandonné dans les années 1930, l'OR&L transporta presque 2 millions de personnes en 1944 et 1945. De tels chiffres montrèrent l'importance du rôle joué par l'OR&L.

### De 1945 à 1947
À la fin de la guerre, le matériel roulant et les installations étaient à bout de souffle. Les dirigeants de la compagnie se demandaient s'ils devaient ou non continuer l'exploitation. Avec la fin des hostilités, le trafic retomba. De plus le réseau routier, amélioré et agrandi durant la guerre, représentait une sérieuse menace pour le chemin de fer. Le transport des voyageurs et les revenus chutèrent de plus de 50 %. Le sort du chemin de fer fut scellé en par le tremblement de terre aux Îles Aléoutiennes (en), et par le tsunami de 17 m qui dévasta la côte nord d’O'ahu le 1er avril 1946. Sur les 34 plantations que comptaient les îles de l'archipel d'Hawaï, seule la Gay & Robinson Plantation située sur l'île Kauai resta en exploitation. C'est d'ailleurs la seule, avec celle de Hawaiian Commercial & Sugar (sur l'île de Maui), à rester encore de nos jours en activité. La grève lancée par les 22 000 employés des 33 plantations sinistrées, eut un impact majeur dans tout l'archipel. Le service fret de l'OR&L s'effondra. Bien que l'OR&L réparât les voies détruites par le tsunami, et qu'il continuât son service marchandise durant la grève, la décision fut prise d'abandonner l'exploitation à la fin de l'année. L'OR&L choisit de remplacer son chemin de fer par une compagnie de transport routier. Le 31 décembre 1947, un dernier voyage eut lieu avec le président de la compagnie Walter Dillingham (fils de Benjamin Dillingham) accompagné de nombreux invités. Le train, tracté par la locomotive Alco no 70, quitta Kahuku pour rejoindre Honolulu après avoir parcouru 114,9 km. L'OR&L disparut après 58 ans de service.
Quatre locomotives, 250 wagons, et une grande quantité de rails furent vendus à un chemin de fer du Salvador en 1950. Le Hibiscus and Heliconia Short Line Railroad (H&HSL RR) fut créé en 1948 par un groupe de passionnés et de modélistes. Ben Dillingham donna la voiture 1re classe no 47, et la voiture de queue no 48 (observation car, anciennement parlor car baptisé Pearl). La Kahuku Plantation Company autorisa le groupe à utiliser son petit réseau entre Kawela Bay et Punalu'u. Le groupe organisait des sorties en louant la locomotive à vapeur de la plantation. En 1950, la dernière vapeur fut retirée, et le H&HSL RR utilisait une des deux diesels de l'ex-Navy. En 1954, la plantation abandonna son chemin de fer au profit des camions, ce qui mit un terme au H&HSL RR.
L'embranchement Honolulu Harbor de l'ex OR&L, fut rebaptisé Oahu Railway et servit jusqu'au 31 décembre 1971, pour les besoins industriels de la ville. Il transportait les ananas en provenance de Moloka'i vers les conserveries de la Libby McNeil and Libby (alias Libby's) et de la California Packing Corporation (Del Monte).
La dernière section qui restait intact fut reprise par l'US Navy en 1950. La Navy, particulièrement au cours de la guerre de Corée et du conflit vietnamien, transportait des munitions de la Base Navale de Pearl Harbor, via ʻEwa Plain, jusqu'au dépôt de munition de Lualualei sur la côte de Waiʻanae. En 1968, il fut décidé d'utiliser des camions, et la ligne fut abandonnée en 1970.

## Le matériel préservé
Un groupe d'amateurs du chemin de fer constituèrent le Hawaiian Railway Society (HRS) en 1970. Ce groupe réussit le 1er décembre 1975, à faire inscrire la ligne 'Ewa-Nānākuli au National Register of Historic Places. La voie est actuellement la propriété de l'État de Hawaï, tandis que le HRS s'occupe de l'entretien de la ligne, et organise les dimanches après-midi, des excursions au départ  de 'Ewa, vers Kapolei, Koʻolina golf resort, Waiʻanae Coast, et Kahe Point.
Trois voitures (« coach » no 1, « combinaison car » no 36 et « caboose » no 1) furent transportées au Travel Town Museum de Griffith Park (Californie) pour y être conservées. Ces wagons, tous construits dans les ateliers de l'OR&L dans les années 1900, furent donnés au musée par la compagnie en 1953.